# Elasticità (Boccioni)
L'Elasticità è un olio su tela di 100 cm per 100 cm realizzato nel 1912 da Umberto Boccioni, è attualmente conservato al Museo del Novecento di Milano.
L’opera rappresenta un uomo che cavalca a folle velocità in un paesaggio industriale. Non c’è nulla di immobile nella nostra moderna intuizione della vita. Afferma l’autore ed effettivamente nulla è statico in questo dipinto. Le forme si espandono, vi sono vortici di linee. Gli oggetti si sdoppiano e si moltiplicano. Non è semplice distinguere cavallo, cavalieri e architetture industriali. Sullo sfondo, soggetto e paesaggio si compenetrano. Nella velocità frammenti dell’uno scivolano nell’altro e viceversa.
Vi è un certo grado di astrazione, ma questa non si compie totalmente e le figure rimangono in qualche modo riconoscibili. Sullo sfondo predominano gli elementi artificiali, caratterizzati da linee rette e spezzate, tralicci, ciminiere fumanti e altri edifici atti a ribadire l’entusiasmo per la modernità e lo sviluppo industriale propri del futurismo. Luci e colori sono gli elementi fondamentali per creare la sintesi fra soggetto e ambiente. I toni azzurri e verdi dello sfondo penetrano cavallo e Cavaliere. Mentre gli zoccoli del cavallo sollevano i toni ocra della strada a formare vortici che si propagano tutto intorno, creando infinite sfaccettature. Sicuramente i futuristi erano a conoscenza delle sperimentazioni dei pittori cubisti e del loro modo di scomporre la materia, ma Boccioni non è alla ricerca di un metodo per interpretare la realtà: egli è interessato piuttosto a una ricerca emotiva, a trasmettere stati d’animo plastici.